# Liste des aéroports en Europe
Cette page fournit des liens vers d'autres pages comprenant la liste des aéroports en Europe.

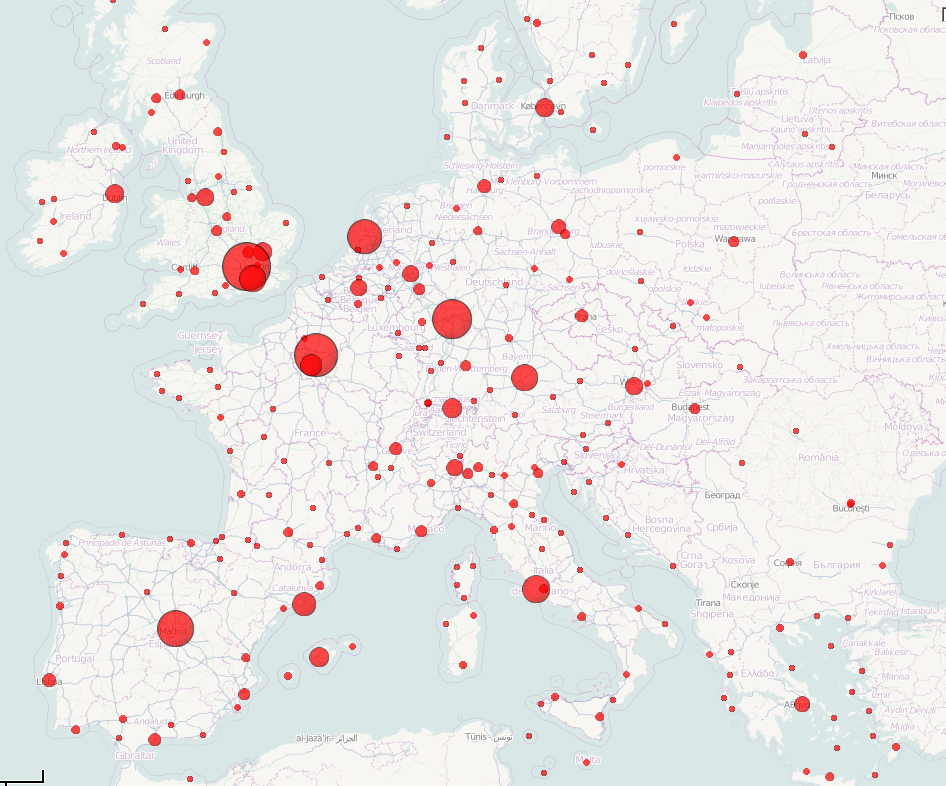
Aéroports européens avec plus de 1000000 passagers annuels.

## Liste par pays
En raison du nombre des aéroports, chaque pays ou territoire a une liste séparée :

## Carte
| Albanie AND Arménie Autriche Azerbaïdjan Belgique Bulgarie BIH Biélorussie Suisse *CRI* Chypre Tchéquie Allemagne Danemark Espagne Estonie Finlande France Géorgie Groenland Royaume-Uni Écosse Pays de · Galles Irlande · du N. Angleterre Grèce HRV Hongrie Irlande Islande Italie Kazakhstan LIE Lituanie LUX Lettonie MCO MDA Macédoine du Nord Malte MNE Pays-Bas Norvège Pologne Portugal Roumanie Russie *RUS* SMR SRB SVK SVN Suède Turquie Ukraine VAT CN GE-AB HK OS TN XK |

Légende :

## Pays sans aéroports

### Andorre
Andorre n'a pas d'aéroports pour les aéronefs à voilure fixe, mais il y a trois héliports dans Andorre-la-Vieille, La Massana et Arinsal. L'aéroport le plus proche pour les aéronefs à voilure fixe est l'aéroport Andorre–La Seu d'Urgell, en Espagne, à dix kilomètres au sud de la frontière andorrane, qui est actuellement utilisé pour le trafic de l'aviation générale, mais destiné à être développé comme un aéroport commercial, relibellée « Aéroport de Pirineus-Andorre ». Les aéroports les plus proches avec service commercial régulier sont l'aéroport de Carcassonne, l'aéroport de Perpignan-Rivesaltes et l'aéroport de Lleida-Alguaire. Les aéroports majeur les plus proches sont l'aéroport de Barcelone, l'aéroport de Gérone et l'aéroport de Toulouse-Blagnac, qui ont tous les transferts vers Andorre par bus.

### Monaco
Monaco n'a pas d'aéroport, mais il a l'héliport de Monaco à Fontvieille. L'aéroport le plus proche est l'aéroport de Nice-Côte d'Azur à Nice, en France.

### Saint-Marin
San Marino possède un aérodrome de Torraccia. Elle est détenue par l'aeroClub Saint-Marin (ACS). Il y a aussi un héliport à Borgo Maggiore. Des transferts à Saint-Marin en bus sont disponibles à partir de l'aéroport international Federico-Fellini, situé à proximité de Rimini, en Italie.